# Laminal

16. laminal (Zungenblatt)
18. sub-laminal (Unterseite der Zunge)

Ein Laminal (lateinisch lāmina ‚Blatt‘) ist ein nach dem Artikulationsorgan bezeichneter Sprachlaut. Im Internationalen Phonetischen Alphabet werden laminale Laute durch ein untergesetztes Quadrat (◌̻, Unicode COMBINING SQUARE BELOW U+033B) gekennzeichnet. Laminale Laute werden gebildet, indem sich das Zungenblatt an die Artikulationsstellen Oberlippe, Oberzähne, Zahndamm und dem präpalatalen Bogen das Gaumens anlegt oder mit ihnen eine Enge bildet. Als Zungenblatt wird in der Phonetik der bewegliche Teil der Zungenoberfläche zwischen der Zungenspitze und etwa einem Zentimeter dahinter bezeichnet.
Man unterscheidet lamino-dentale, lamino-alveolare, lamino-postalveolare und lamino-palatale Laute:
- lamino-dental: das Zungenblatt liegt an der Rückseite der Oberzähne und die Zungenspitze befindet sich unmittelbar unterhalb der Kante der Unterzähne. Beispiel: [t̻]
- lamino-alveolar: die Zungenspitze befindet sich unmittelbar unterhalb der Kante der Unterzähne, das Zungenblatt tritt mit dem Zahndamm in Kontakt. Beispiel:[s̻]
- lamino-postalveolar: das Zungenblatt tritt mit dem äußersten hinteren konvexen Teil des Zahndamms in Kontakt. Beispiel: [⁠ʃ⁠]
- lamino-palatal: das Zungenblatt tritt mit dem harten Gaumen in Kontakt. In der IPA werden diese Laute mit dem Begriff alveolar-palatal bezeichnet. Beispiel: [⁠ɕ⁠] in Chinesisch: xuéxí [ɕy̯ɛɕi] „lernen“.